# براندون تينا
براندون تينا (بالإنجليزية: Brandon Teena) (ولد تينا رينا براندون؛ 12 ديسمبر 1972 - 31 ديسمبر 1993) هو أمريكي متحول جنسيًا تم اغتصابه وقتله في هومبولت، نبراسكا. كانت حياته وموته موضوع فيلم «الصبيان لا يبكون» لعام 1999 الحائز على جائزة الأوسكار، والذي كان يستند جزئياً إلى الفيلم الوثائقي لعام 1998 «قصة براندون تينا». يتضح كلا الفيلمين أيضا أن التمييز القانوني والطبي ساهم في وفاة تينا العنيف. قتل تينا، إلى جانب مقتل ماثيو شيبرد، أدى إلى زيادة الضغط من أجل قوانين جرائم الكراهية في الولايات المتحدة.

## نشأتها
وُلدت تينا رينا براندون، الأصغر بين طفلين، في مدينة لينكولن، نبراسكا، في 12 ديسمبر 1972. تميزت طفولة تينا بالصعوبة. كانت والدته، جوان، تبلغ من العمر 16 عامًا فقط وترملت مؤخرًا عندما ولد. (قُتل والده، باتريك، في حادث سيارة قبل ولادة تينا). تزوجت جوان مرة أخرى لفترة قصيرة لكنها انفصلت عندما كانت تينا تبلغ من العمر ثماني سنوات، وكانت تكافح من أجل تربية طفلين على راتب كاتب مبيعات التجزئة. بالإضافة إلى ذلك، تعرض كل من تينا وشقيقته تامي للتحرش الجنسي من قبل عمهم أثناء الطفولة.
على الرغم من هذه الصعوبات، كانت تينا مليئة بالحياة الفتاة المسترجلة التي استمتع بالرياضة، بما في ذلك كرة السلة وكرة القدم ورفع الأثقال، وحافظت على مظهر صبياني بشعر قصير. التحق هو وأخته بمدارس دينية خاصة في لينكولن، لكن تينا واجه صعوبات في القواعد الصارمة للمدارس. في سنته الثانية، ابتعد عن المنزل ليعيش مع صديقته، تريسي بيلز، وبدأ في استكشاف حياته الجنسية المزدهرة. لكن ورد أن بيلز كان مسيئًا، وسرعان ما هبط تينا إلى منزل والدته.